# Cynomya flavipalpis
Cynomya flavipalpis är en tvåvingeart som först beskrevs av Macquart 1851.  Cynomya flavipalpis ingår i släktet Cynomya och familjen spyflugor.
Artens utbredningsområde är Newfoundland. Inga underarter finns listade i Catalogue of Life.